# Atelopus chirripoensis
Espèce
Statut de conservation UICN

 CR D : 
En danger critique
Atelopus chirripoensis est une espèce d'amphibiens de la famille des Bufonidae.

## Répartition
Cette espèce est endémique du Cerro Chirripó dans la cordillère de Talamanca au Costa Rica. Elle se rencontre entre 3 400 et 3 500 m d'altitude.

## Description
L'holotype de Atelopus chirripoensis, une femelle adulte, unique spécimen connu, mesure 42,5 mm. Des œufs assez gros et jaunâtres sont visibles à travers sa paroi abdominale.

## Étymologie
Son nom d'espèce, composé de chirripo et du suffixe latin -ensis, « qui vit dans, qui habite », lui a été donné en référence au lieu de sa découverte, le Cerro Chirripó.

## Publication originale
- Savage & Bolaños, 2009 : An enigmatic frog of the genus Atelopus (Family Bufonidae) from Parque Nacional Chirripó, Cordillera de Talamanca, Costa Rica. Revista de Biología Tropical, vol. 57, no 1/2, p. 381-386 (texte intégral).